# Maria Iacob
Maria Iacob, née le 26 janvier 1983 à Râmnicu Vâlcea, est une handballeuse roumaine, évoluant au poste de demi-centre dans le Championnat Français en 1re Division.

## Biographie
Formée par le club roumain de Vâlcea, elle suit sa sœur aînée Monica Iacob quand elle rejoint le Toulouse Féminin Handball en 2000, à l'âge de 17 ans.
Elle termine ses études au Lycée Raymond Naves à Toulouse pendant qu'elle signe un contrat PRO avec le club Stade Toulouse en 1re Division. Plusieurs fois sélectionnée en équipe Nationale de Roumanie "espoir" elle démontre ses valeurs de guerrière aussi dans le championnat français durant 11 années à haut niveau.[réf. nécessaire]
Elle rejoint Angoulême la saison suivante où elle passe deux saisons et contribue à la montée du club en D1, avant de s'engager avec Mios Biganos en 2003.
Participant à la montée en puissance du club miossais au cours des années 2000, Maria Iacob dispute en 2006 la finale de Coupe de France perdue contre Le Havre. À l'issue de la saison 2008-2009, elle remporte le premier titre national de l'équipe de Mios-Biganos avec une victoire en Coupe de France face au Metz Handball. Elle est élue  meilleure joueuse du tournoi.[réf. nécessaire]
En janvier 2011, après 8 saisons au sein du club de Mios-Biganos, elle doit mettre un terme à sa carrière pour des problèmes de genoux à seulement 28 ans.
En 2012, elle intègre la Ligue Nationale de Handball Aquitaine en tant que chargée de la communication avec les médias.[réf. nécessaire]
Pendant sa carrière sportive, Maria a su négocier avec son club pour obtenir la possibilité de suivre des études supérieures en parallèle, démontrant ainsi sa détermination et sa capacité à jongler entre plusieurs domaines. 
María est toujours interprète en langues auprès des Tribunaux , Gendarmeries et Polices.
Entre 2007 et 2015, elle a travaillé en tant que conseillère en patrimoine dans un grand groupe bancaire en Gironde, où elle a acquis une solide expérience dans le domaine financier.
En 2016, Maria a décidé de se lancer dans l'entreprenariat en créant ses propres entreprises dans le secteur de la construction bois, mettant en avant son esprit d'initiative et sa créativité.
Au cours des années 2018 à 2021, María a dispensé des cours de Commerce International à la troisième année de l'Université de Bordeaux IV.
C'est en 2020 que Maria a franchi une nouvelle étape en s'engageant en politique en tant que conseillère municipale à la ville de Merignac, sur la Liste d'Emmanuel Macron, partageant ainsi ses compétences et sa vision pour le bien-être des concitoyens.
Son engagement politique s'est encore renforcé en 2022 lorsqu'elle a remporté les élections législatives en tant que suppléante au DEPUTÉ Eric Poulliat sur la 6ème circonscription de la Gironde avec la liste ENSEMBLE POUR LA RÉPUBLIQUE. 
Maria a expliqué que son choix de s'engager en politique découle de son désir de rendre à la France ce qu'elle lui a offert : la liberté d'expression en tant que femme, la possibilité de créer son entreprise et de s'affirmer.
Maria lacob incarne ainsi la détermination, l'engagement et la gratitude envers la FRANCE, tout en inspirant les autres à poursuivre leurs rêves et à contribuer positivement à la société.
Elle est en 2024 la suppléante d'Eric Poulliat pour la liste Ensemble dans la sixième circonscription de Gironde.

## Clubs
- Clubul Sportiv Oltchim Râmnicu Vâlcea : avant 2000
- Toulouse Féminin Handball : 2000-2001
- Angoulême Charente handball : 2001-2003
- Mios-Biganos bassin d'Arcachon handball : 2003-2011

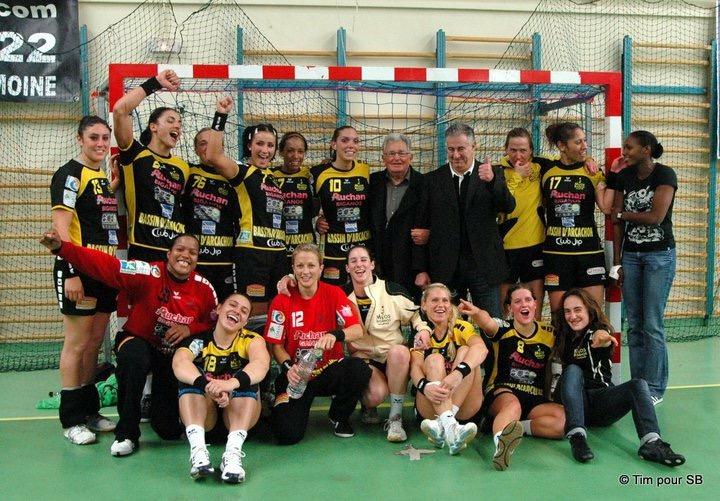

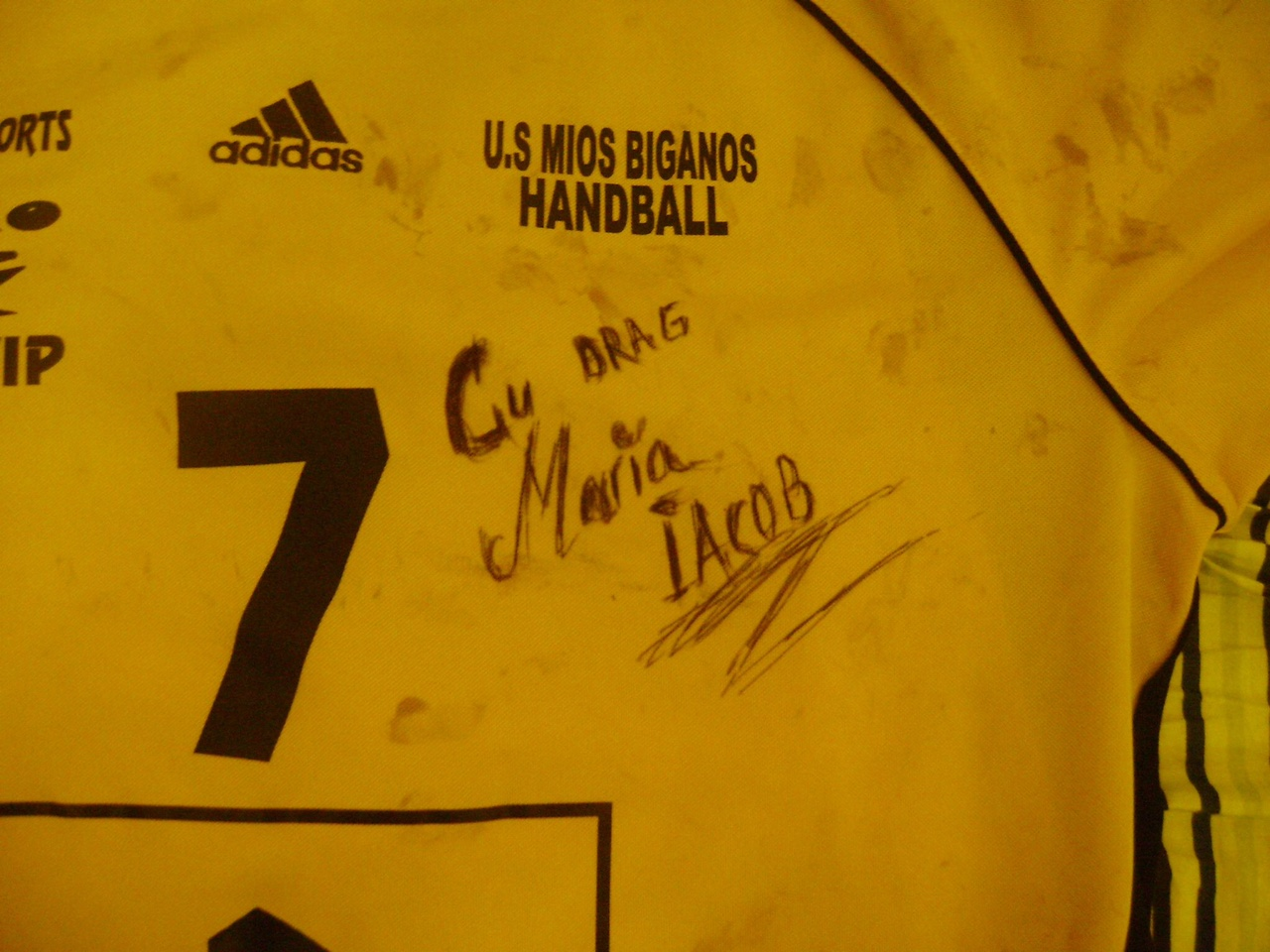
Maillot Maria Iacob

## Palmarès
- vainqueur sans jouer de la coupe Challenge en 2011 ayant arrêté sa carrière quelques mois auparavant
- vainqueur de la Coupe de France en 2009 (avec Mios-Biganos)
- finaliste de la Coupe de France en 2006 (avec Mios-Biganos)

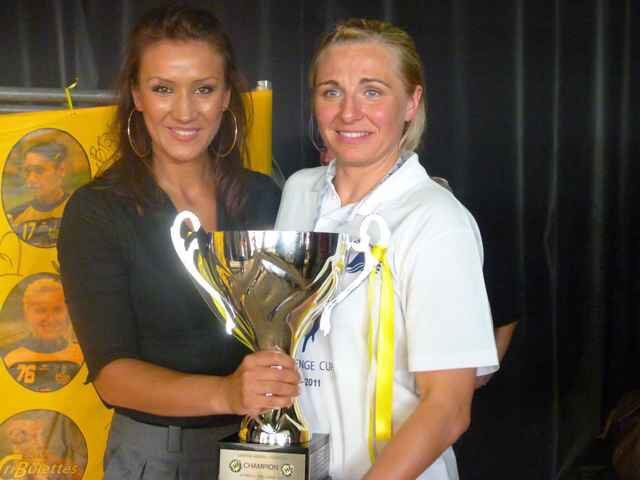

- meilleure joueuse de la Coupe de France en 2009[Quoi ?]